# Neopanorpa hirsuta
Neopanorpa hirsuta is een insect uit de orde van de schorpioenvliegen (Mecoptera), familie van de schorpioenvliegen (Panorpidae). De wetenschappelijke naam van de soort is voor het eerst geldig gepubliceerd door Crampton in 1931.
De soort komt voor in India.